# Relation de Butler-Volmer
Pour les articles homonymes, voir Vollmer.
En cinétique électrochimique, on peut traiter une étape élémentaire de transfert de charge en suivant le modèle de Butler-Volmer que l'on doit à John Alfred Valentine Butler et à Max Volmer. La loi de vitesse est donnée par la relation de Butler-Volmer :
{\displaystyle j=j_{0}\cdot \left\{\exp \left[{\frac {\alpha \cdot z\cdot F}{R\cdot T}}\cdot (E-E_{eq})\right]-\exp \left[-{\frac {(1-\alpha )\cdot z\cdot F}{R\cdot T}}\cdot (E-E_{eq})\right]\right\}}
ou dans une forme plus compacte avec {\displaystyle \eta =E-E_{eq}}
{\displaystyle j=j_{0}\cdot \left\{\exp \left[{\frac {\alpha _{\rm {a}}zF\eta }{RT}}\right]-\exp \left[-{\frac {\alpha _{\rm {c}}zF\eta }{RT}}\right]\right\}}
{\displaystyle j} : densité de courant (en A.m-2), comptée positivement pour une oxydation.
{\displaystyle j_{o}} : densité de courant d'échange (incluant la constante de vitesse)
{\displaystyle E} : Potentiel de l'électrode
{\displaystyle E_{eq}} : Potentiel d'équilibre
{\displaystyle T} : température (en K)
{\displaystyle z} : nombre d'électrons intervenant dans l'étape déterminant la vitesse de réaction
{\displaystyle F} : constante de Faraday (en C.mol-1 )
{\displaystyle R} : constante des gaz parfaits (8,314  J · K-1 · mol-1)
{\displaystyle \alpha } : coefficient de transfert de charge
{\displaystyle j_{0}={\frac {i_{0}}{S}}=n\cdot F\cdot k^{o}\cdot \left[C_{Ox}\right]_{Sol}^{\alpha }\cdot \left[C_{Red}\right]_{Sol}^{1-\alpha }}